# Eusébio
Eusébio da Silva Ferreira (født 25. januar 1942 i Mozambique, dengang en oversøisk del af Portugal, død 5. januar 2014 i Lissabon) var en portugisisk fodboldspiller. Han blev kendt under navnet Eusébio, da han som fodboldspiller slog igennem i Portugal som en farlig angrebsspiller.
Blandt hans største bedrifter, var en tredjeplads ved VM i 1966 i England sammen med det portugisiske landshold. Han blev også topscorer ved denne turnering. Året før, i 1965, blev han valgt som årets spiller i Europa.
Eusebio spillede for klubben Benfica i 15 år, og han er stadig nummer et på alle tiders topscorerliste i klubben.